# Linda (mitologia)

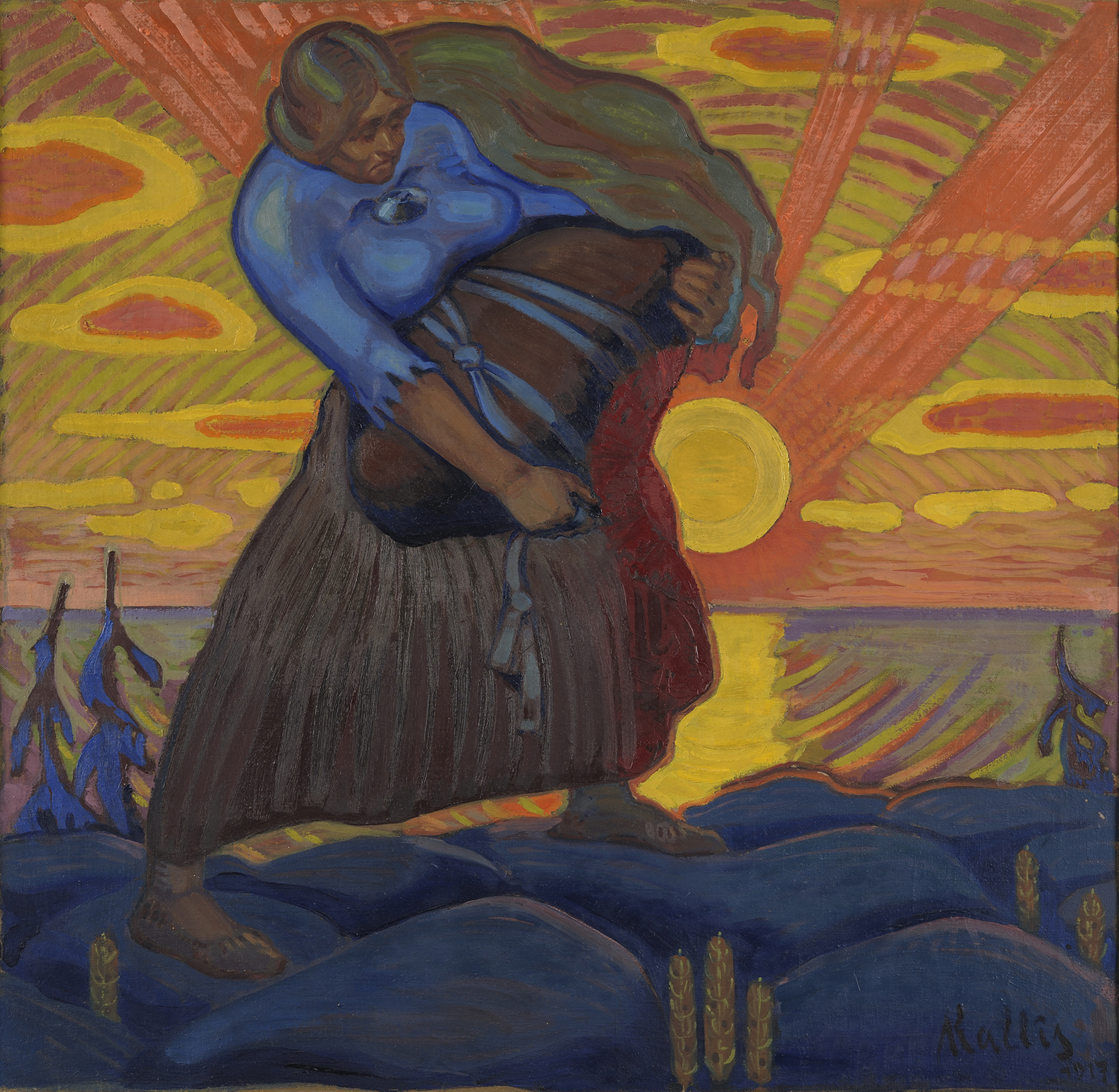

Linda – postać z mitologii estońskiej pojawiająca się w eposie Kalevipoeg Friedricha Reinholda Kreutzwalda; matka Kalevipoega i żona Kaleva.
Od jej imienia pochodzi nazwa kilku estońskich obiektów geograficznych – między innymi Lindakivi („głaz Lindy”) w jeziorze Ülemiste.